# Tephritopyrgota cockerelli
Tephritopyrgota cockerelli är en tvåvingeart som först beskrevs av Malloch 1930.  Tephritopyrgota cockerelli ingår i släktet Tephritopyrgota och familjen Pyrgotidae.
Artens utbredningsområde är Thailand. Inga underarter finns listade i Catalogue of Life.